# Святой Лука, пишущий Марию (картина Мабюза)
«Святой Лука, пишущий Марию» (нем. Hl. Lukas malt die Madonna) — картина южнонидерландского художника Яна Госсарта по прозвищу Мабюз, написанная около 1520 года. Картина находится в Музее истории искусств в Вене. Картина происходит из коллекции эрцгерцога Леопольда Вильгельма, 1659 г.

## Описание
Тема святого Луки, рисующего Деву Марию, достаточно распространена среди фламандских живописцев, выполнявших этот сюжет для гильдии св. Луки, корпорации художников. Мабюз изображает Деву Марию в облаках, явившуюся перед святым в его кабинете. Художник запечатлён на коленях в достаточно неудобной позе, погруженный в работу над портретом Девы и младенца. Святой Лука — один из четырёх евангелистов, известный также тем, что много раз сопровождал апостола Павла в его путешествиях в Грецию, Рим и Египет. Святой Павел называл Луку «милым доктором»; по традиции же он считается патроном художников, так как написал много портретов Девы Марии.
В искусстве фламандского мастера соединилось влияние Альбрехта Дюрера, Луки Лейденского с элементами итальянского Возрождения, что заметно по архитектуре кабинета святого и скульптуре патриарха Моисея с рогами, «сияющего в лучах света» . Рога из волос над лицом Моисея связаны отчасти с лексическим недоразумением, по-еврейски одно и то же слово означает «луч» и «рог».